# Francisco Javier Martín Abril
Francisco Javier Martín Abril (Valladolid, 9 de enero de 1908 - ibídem, 25 de diciembre de 1997) fue un periodista, poeta, ensayista y cronista español.

## Biografía
Como periodista, trabajó en diversos periódicos nacionales, siendo el principal El Norte de Castilla, de Valladolid. Asimismo, trabajó durante varios años en Radio Valladolid, Diario Regional y Televisión Española. Formó parte de la Real Academia de Bellas Artes de la Purísima Concepción desde 1948, de la Real Academia Española desde 1986 y fue socio de honor del Ateneo de Valladolid desde 1988. Recibió varios premios durante su carrera, fundamentalmente de índole periodística, como el Mariano de Cavia, en 1941; el Nacional de Periodismo Francisco Franco en 1961 y el Francisco Cossío en 1989, otorgado por la Junta de Castilla y León.
En cuanto a poesía, en 1966 fue galardonado con el premio de poesía Ciudad de Valladolid.
Fue padre el escritor y traductor Alberto Martín Baró y abuelo del dibujante Guillermo Martín Bermejo.

## Obras
- Poesía: Violetas mojadas, Romancero guerrero, Castilla y la guerra, Luna de septiembre, Poemas del niño, de la novia y del hombre, Libros en galeradas, Poema de Valladolid, Romance de la muerte de Manolete, Cancionero, Ahora y siempre, Nostalgia en la Meseta y Canciones de la tarde.

- Ensayo: El jardín entrevisto, Día tras día (Ensayos y croniquillas), El poeta y su mundo, Cartas a una novicia, Humo, Álbum (Crónicas), Crónica desordenada, La pequeña palabra, Cada mañana (Crónicas y artículos).

- Narrativa: Así es mejor y Un hombre bueno (cuento).

- Teatro: Él y ella (comedia inédita).[2]